# 五里坨街道
五里坨街道是中国北京市石景山区下辖的一个街道。

## 行政区划
五里坨街道共辖11个社区，分别是：
高井社区、西山机械厂社区、隆恩寺社区、南宫社区、黑石头社区、红卫路社区、陆军机关军营社区、西街社区、石府社区、东街社区、隆恩寺新区社区、隆恩寺颐园、天翠阳光一区、天翠阳光二区、天翠阳光三区。